# Guerras poligar
Las guerras poligar o guerras palaiyakkarar fueron unas guerras entre los poligar (palaiyakkarars) del antiguo reino de Tirunelveli en Tamil Nadu, India y las fuerzas de la Compañía Británica de las Indias Orientales entre marzo de 1799 y mayo de 1802 o julio de 1805. Los británicos finalmente ganaron después de llevar a cabo duras campañas en la selva contra los ejércitos poligar. Se perdieron muchas vidas en ambos bandos y la victoria sobre los poligar hizo que grandes partes de los territorios de Tamil Nadu pasaran a estar bajo el control británico, lo que les permitió obtener un fuerte control en el sur de la India.

## Primera Guerra Poligar
La guerra entre los británicos y Kattabomman Nayak de Panchalankurichi Palayam en la entonces región de Tirunelveli, en la que a menudo se clasifica como la primera guerra de Poligar. [cita requerida] En 1799, una breve reunión (sobre los impuestos pendientes) entre Kattabomman y los británicos terminó en un encuentro sangriento en el que el comandante de las fuerzas británicas fue asesinado por Kattabomman. Se puso precio a la cabeza de Kattabomman, lo que provocó que muchos Poligar se rebelaran abiertamente. 
Después de una serie de batallas en el fuerte Panchalankurichi con refuerzos adicionales de Tiruchirapalli, Kattabomman fue derrotado, pero escapó a las selvas en el país de Pudukottai. Fue capturado por los británicos con la ayuda de Ettappan, Pudukottai Raja después de su acuerdo con los británicos. Después de un juicio sumario, Kattabomman fue ahorcado delante del público para intimidarlos en Kayatharu. 
Subramania Pillai, un socio cercano de Kattabomman, también fue ahorcado públicamente y su cabeza fue fijada en una pica en Panchalankurichi para la que el público la viera. Soundra Pandian, otro líder rebelde, fue brutalmente asesinado al estrellar su cabeza contra la pared de una aldea. El hermano de Kattabomman, Oomaidurai, fue encarcelado en la prisión de Palayamkottai, mientras que el fuerte fue arrasado y las tropas saquearon la riqueza. 

## Segunda Guerra Poligar
A pesar de la supresión de la Primera Guerra Poligar en 1799, la rebelión estalló de nuevo en 1800. La Segunda Guerra Poligar fue más sigilosa y estuvo más encubierta. La rebelión estalló cuando una banda de los ejércitos de Palayakkarar bombardeó el cuartel británico en Coimbatore. Más tarde, en la guerra, Oomaithurai se alió con Maruthu Pandiyar y formó parte de una gran alianza contra la compañía que incluía a Kerala Varma Pazhassi Raja de Malabar. 
Los Palayakarrars tenían artillería y una unidad de fabricación de armas en las selvas de Salem y Dindigul.También recibieron entrenamiento clandestino de los franceses en la región de Karur. Dheeran Chinnamalai Gounder encabezó el oeste de Tamil Nadu, conocido popularmente como Kongu Nadu. Las columnas británicas estuvieron expuestas durante las operaciones con constantes ataques; y generalmente tenían que abrirse paso a través de selvas casi impenetrables disparadas desde el interior por todos lados. Los Poligar resistieron obstinadamente y el asalto de sus recintos fortificados demostró en varias ocasiones un trabajo sanguinario. 
Los británicos finalmente ganaron después de una larga y costosa campaña que llevó más de un año. Las fuerzas de la Compañía dirigidas por el teniente coronel Agnew sitiaron el fuerte Panchalankurichi y lo capturaron en mayo de 1801 después de un asedio prolongado y un bombardeo de artillería. Oomaithurai escapó de la caída del fuerte y se unió a los hermanos Maruthu en su fuerte en la jungla en Kalayar Kovil. Las fuerzas de la Compañía lo persiguieron allí y finalmente capturaron a Kalayar Kovil en octubre de 1801. Oomaithurai y los hermanos Maruthu fueron ahorcados el 16 de noviembre de 1801 en Tiruppathur.

## Resultados
La supresión de las rebeliones poligar de 1799 y 1800-1805 resultó en la liquidación de la influencia de los jefes. Según los términos del Tratado Carnático (31 de julio de 1801), los británicos asumieron el control directo sobre Tamil Nadu . El sistema poligar que había florecido durante dos siglos y medio llegó a un final violento y la compañía introdujo un asentamiento Zamindari en su lugar. [cita requerida]

## Folklore posterior
En años posteriores, la leyenda y el folklore se desarrollaron alrededor de Dheeran Chinnamalai, Kattabomman y Maruthu Pandiyar. [cita requerida]